# Buena Park
Buena Park est une municipalité située au nord-ouest du comté d'Orange, en Californie, aux États-Unis. Sa population était de 80 530 habitants au recensement de 2010. À l'origine un centre agricole où étaient produits en particulier du vin, des agrumes et du lait, la ville est aujourd'hui devenue une banlieue résidentielle. On peut y trouver quelques attractions touristiques, dont la Knott's Berry Farm, la E-Zone et de nombreux restaurants asiatiques ou ayant un rapport avec l'Asie, puisque la ville accueille des populations originaires de Corée, de Chine, et du Viêt Nam.

## Géographie
Buena Park est située à 33°51′22″N, 118°0′15″O.
Selon le Bureau du recensement des États-Unis la ville a une superficie de 27,6 km2, 27,4 km2 de terre, 0,2 km2 d'eau, soit 0,56 % du total.

## Démographie
| 1960   | 1970   | 1980   | 1990   | 2000   | 2010   |
| ------ | ------ | ------ | ------ | ------ | ------ |
| 46 401 | 63 646 | 64 165 | 68 784 | 78 282 | 80 530 |